# Fallanalytiker
Ein Fallanalytiker (auch: Profiler und Profilersteller) ist meist ein Angehöriger der Polizei, der zur Aufklärung von schweren Verbrechen operative Fallanalyse betreibt.

## Beschreibung
Bei der Fallanalyse zieht der Fallanalytiker Schlüsse auf Basis kriminalistischer Erkenntnisse anhand von Indizien, Spuren am Tatort und den Umständen der Straftat. Dabei schließt er auf das Verhalten des Täters und kann unter Umständen daraus Muster erkennen, die auf statistischer Basis mit spezifischen sozio-ökonomischen Merkmalen in Verbindung gebracht werden können. Insofern ist es nicht unbedingt die Psychologie, sondern vielmehr sind es zuerst die Kriminalistik, und dann die Kriminologie und die Soziologie, die als wichtigste Hilfswissenschaften hinzugezogen werden. An kriminalistischen Hilfstechniken werden von Fallanalytikern unter anderem DNA-Analyse und Daktyloskopie eingesetzt.
Eine Fallanalyse kann unter bestimmten Umständen Entscheidungshilfen für die Strukturierung von Ermittlungen geben, zum Beispiel dass eine Ermittlung im regionalen Raum beginnen und sich auf Männer oder Frauen einer bestimmten Altersgruppe konzentrieren sollte. Daraufhin kann dann spezialisierter gefahndet werden, oder Massen-DNA-Tests von geringerem logistischen Aufwand durchgeführt werden.

## Abgrenzung
Ein Fallanalytiker erstellt keine „psychologischen Täterprofile“, wie fälschlich angenommen wird. Auch fertigt er kein charakteristisches Erscheinungs- und Persönlichkeitsbild eines unbekannten Straftäters, da dies nicht möglich ist. Der Begriff „Profiler“ oder „Profiling“ wird für seine Tätigkeit, weil inhaltlich unzutreffend, vermieden. Auch beim US-amerikanischen FBI gibt es keine Position oder Aufgabenbeschreibung für „Profiler“ oder das „Profiling“, man spricht dort vielmehr von „criminal investigative analysis“, die von speziell ausgebildeten FBI-Kriminalbeamten ausgeführt wird.

## Entwicklung

### Geschichte
Bereits im Altertum begann man, Typologien zu entwickeln. Bestimmte Persönlichkeitsmerkmale sollten Verbrechen erklären und womöglich vorhersagen. Erste Ansätze finden sich im 5. Jahrhundert v. Chr. bei dem Begründer der wissenschaftlichen Medizin Hippokrates. Die Unterscheidung menschlicher Persönlichkeiten in Phlegmatiker, Sanguiniker, Melancholiker und Choleriker wurde von Galen (2. Jh. n. Chr.) vorgenommen.
Der italienische Mediziner und Anthropologe Cesare Lombroso entwickelte als Anhänger des Darwinismus 1876 die Lehre vom deliquento nato – vom geborenen Verbrecher. Nach seinen Gesichtszügen, nach sozialen, seelischen und körperlichen Merkmalen sollte der „geborene Verbrecher“ zu erkennen sein. Lombrosos Theorien waren bereits zu seinen Lebzeiten heftig umstritten.
1921 wurde die Kriminalbiologie durch die Konstitutionsbiologie des deutschen Psychiaters Ernst Kretschmer bereichert. Einen Hang zu bestimmten Straftaten oder Vergehen, wie Homosexualität, die damals noch strafrechtlich verfolgt wurde, ordnete Kretschmer bestimmten Körperbautypen zu. Dabei unterschied er die Konstitutionstypen Pykniker, Leptosom, Athletiker und Dysplastiker. In der Praxis haben sich diese Erkenntnisse nicht bestätigt, was ihrer Verbreitung jedoch wenig Abbruch tat.
In den frühen 1930er Jahren praktizierte der Berliner Kriminalkommissar Ernst Gennat bereits die Fallanalytik und wird mittlerweile als Pionier der modernen Kriminalistik betrachtet.
In den USA wurden die Polizeipsychologen und Profiler John E. Douglas und Robert Ressler in den 1970er und 1980er Jahren beauftragt, gefangene Serienmörder wie z. B. David Berkowitz, Jeffrey Dahmer, Ted Bundy, John Wayne Gacy und Edmund Kemper zu befragen, um Erkenntnisse zu deren Vorgehensweise, Denkmustern und Motiven zu erhalten. In der ersten Ausgabe des Crime Classification Manual (1992) wurden Begriffe wie Serienmörder, Massenmörder und Rauschmörder ebenso definiert wie die einzelnen Phasen, die Mörder durchlaufen, mögliche Vorzeichen und psychologische Prozesse wie Aggressionsverschiebung, die zu Morden führen können, bei denen das Opfer stellvertretend für eine andere Person umgebracht wird.
In Deutschland wird die sogenannte operative Fallanalyse („OFA“) zur kriminologischen Aufklärung von Gewaltdelikten verwendet. Alle Verfahren, die der Fallanalyse dienen, sind auf der Annahme begründet, dass sich sowohl im Verhalten als auch im psychosozialen Kontext Gemeinsamkeiten bei unterschiedlichen Tätern feststellen lassen, aus denen sich Muster ableiten lassen. Aus diesem Grund sollte bereits bei der Analyse des Tatorts auf jedes Detail geachtet werden, da hier wichtige Informationen, die bei der Erstellung eines Tathergangs- und eines Täterprofils hilfreich sind, gefunden werden können.

### Aktuelle Entwicklungen
Die operative Fallanalyse wird von speziell fortgebildeten erfahrenen Polizisten, Kriminalisten (nicht Kriminologen) und einigen Psychologen durchgeführt. Sie verfügen über die gleichen polizeilichen Erfahrungen und haben die gleichen polizeiinternen Aus- und Fortbildungen. In der Regel sind es Kriminalbeamte, die nach ihrer Polizeiausbildung mit Studium an einer Fachhochschule noch ein Studium der Psychologie an einer Universität absolviert haben. In Deutschland gibt es beim Bundeskriminalamt (BKA) und bei den Landeskriminalämtern (LKA) eine Reihe von operativen Fallanalytikern. (Rechts-)Psychologische Institute der Universitäten werden auch als wissenschaftliche Experten, beispielsweise durch Forschungsaufträge (Drittmittelprojekte) zur Evaluation konsultiert. Dabei werden allerdings kriminologische und sozialwissenschaftliche Institute weit häufiger hinzugezogen, da diese Fächer wesentlich wichtigere Hilfswissenschaften für die Fallanalyse stellen als die Psychologie. Äußerst selten wird die Psychiatrie als Hilfswissenschaft hinzugezogen, im Gegensatz zur Rechtsmedizin.
In den USA werden Fallanalytiker unter anderem beim FBI in der Akademie in Quantico ausgebildet. Daneben gibt es unterschiedlichste private Ausbildungsinstitute. Polizeidienststellen sind dort weitgehend unabhängig und können selbst entscheiden, ob sie externe Kräfte bei Fällen hinzuziehen.
Die verbesserte interdisziplinäre Zusammenarbeit zwischen unterschiedlichen forensischen Arbeitsbereichen sowie Kooperationen auf internationaler Ebene (z. B. mit der amerikanischen Bundesbehörde FBI) haben dazu beigetragen, dass mittlerweile sehr viel mehr Wissen abrufbar ist und angewendet werden kann als vor der flächendeckenden Verbreitung des Internets.
In Deutschland waren 2012 etwa 80 Fallanalytiker bei den Landeskriminalämtern der Bundesländer beschäftigt und acht weitere beim Bundeskriminalamt.